# Charlotte Schwabová
Charlotte Schwabová, nepřechýleně Charlotte Schwab (* 17. prosinec 1952 Basilej) je švýcarská herečka.

## Život
Narodila se švýcarské matce a italskému otci. Její dědeček z otcovy strany pocházel ze Sicílie. Vystudovala obor telefonistka na PTT.
Od dětství ráda chodila do divadla, což ji později přivedlo ke studiu herectví na konzervatoři v Bernu. Vystudovala hudebně dramatické oddělení Státní konzervatoř v Bernu a potom zahájila svoji úspěšnou kariéru na švýcarských, ale i německých jevištích. V televizi se objevuje od roku 1970.
První profesionální angažmá získala v roce 1974 v divadle v Trevíru, krátce hrála v Darmstadtu, v letech 1976-1980 získala věhlas v rámci düsseldorfského divadla Schauspielhaus. Za své kreace na této scéně byla v letech 1977 a 1978 vyhlášena herečkou roku (za inscenace Schillerových her Úklady a láska a Loupežníci), v roce 1978 získala i kulturní cenu německého spolkového státu Severní Porýní-Vestfálsko. Později vystřídala angažmá v dalších německých městech, například v Brémách, Berlíně, Hamburku, i v rodném Švýcarsku v Curychu.
Pracovala s režiséry Jürgenem Flimmem, Clausem Peymannem, Peterem Löscherem, Svenem-Ericem Bechtolfem a Katharinou Thalbachovou. V divadle Thalia Theater se setkala se svým budoucím kolegou Erdoganem Atalayem.
Uplatnění našla i před mikrofonem a na zvukové nosiče namluvila několik klasických literárních předloh. Ve Vídni se uplatnila jako recitátorka klasických veršů.
V roce 1996 jednou hostovala i v Praze, s představením hamburského divadla Thalia.
V letech 1997-2008 hrála v německém seriálu Kobra 11 šéfovou Annu Engelhardtovou. V letech 2016 a 2017 se do této role ještě vrátila celkem ve dvou epizodách. V letech 2001-2002 hrála i v seriálu Kobra 11: Nasazení týmu 2.
Ve filmu "Guerra e Amore" si zahrála se svým kolegou ze seriálu Kobra 11 Reném Steinkem.
Od roku 2002 hraje v seriálu Das Duo Marion Ahrens.
Mluví německy (mateřský jazyk), italsky (mateřský jazyk), anglicky (plynně) a francouzsky (plynně).
Jejími největšími koníčky jsou psychologie a vaření. K jejím dalším koníčkům patří potápění, surfování a lyžování a hraje na flétnu. Je velká fotbalová fanynka a stoupenkyně SC Freiburg.
Z prvního manželství s rakouským hercem Peterem Simonischekem (* 1946) má syna Maximiliana (* 1982), který je herec. Se současným manželem, německým hercem a divadelním režisérem Svenem-Ericem Bechtolfem (* 1957), za kterého se provdala v roce 1995, má syna Hanse. Má i českou „au pair". Žije nedaleko Prahy a s její rodinou se přátelí už léta. S rodinou žije[kdy?] v Hamburku.

## Ocenění
- 1977: Herečka roku za inscenace Schillerových her Úklady a láska (Schauspielerin des Jahres der Zeitschrift Theater heute für die Rolle der „Luise“ in Kabale und Liebe)
- 1978: Herečka roku za inscenace Schillerových her Loupežníci (Schauspielerin des Jahres (Theater heute) für die Rolle der „Amalia“ in Die Räuber)
- 1978: Kulturní cena německého spolkového státu Severní Porýní-Vestfálsko (Kulturpreis des Landes Nordrhein-Westfalen)

## Filmografie
- 1981: Männersache
- 1985: Ninguém Duas Vezes
- 1992: Thea und Nat
- 1992: Die Männer vom K3 (epizoda: Jugendliebe)
- 1993: Der gute Merbach
- 1995: Faust (epizoda: Drei Tage Zeit)
- 1996: Der Streit
- 1996: Dvojí nasazení (Doppelter Einsatz (epizoda: Kinder des Saturn))
- 1996: Ärzte: Dr. Vogt – Afrika vergessen
- 1996: Místo činu (Tatort (epizoda: Parteifreunde)
- 1996: Angst hat eine kalte Hand
- 1996: Bruder Esel
- 1997: Smrt posledního nájemníka (Mörderischer wohnen – Der Tod des letzten Mieters)
- 1997: Freunde wie wir (epizoda: Nur aus Liebe)
- 1997: Die Konkurrentin
- 1997: Příliš čistá vražda (Ein sauberer Mord – Tod in der Reinigungsfirma)
- 1997–2008: Kobra 11
- 1998: Vergewaltigt – Eine Frau schlägt zurück
- 1998: Místo činu (Tatort (epizoda: Russisches Roulette)
- 1998: Místo činu (Tatort (epizoda: Am Ende der Welt)
- 1998: Místo činu (Tatort (epizoda: Voll ins Herz)
- 1999: Einfach Klasse!
- 1999: Ärzte: Kinderärztin Leah
- 1999: Smrtící chřipka (Die Todesgrippe von Köln)
- 1999: Případ osamělých boháčů (Die Singlefalle – Liebesspiele bis in den Tod)
- 1999: Stille Nacht – Heilige Nacht
- 2000: Und morgen geht die Sonne wieder auf
- 2000: Specialisté na vraždy (Die Cleveren (epizoda: Der Fetischist))
- 2000: Mordkommission (epizoda: Unter Strom)
- 2000: Die Biester
- 2001–2002: Kobra 11: Nasazení týmu 2
- 2001: Küss mich, Tiger!
- 2002: Das Haus der Schwestern
- 2002: Wolffův revír (Wolffs Revier (epizoda: Ecstasy))
- 2002: Der Liebe entgegen
- 2003: Tochter meines Herzens
- 2002-2005: Berlín, Berlín (Berlin, Berlin)
- Od 2002: Das Duo
- 2003: Štěstí na dosah (Der Fürst und das Mädchen)
- 2004: Místo činu (seriál)|Místo činu (Tatort (epizoda: Abseits)
- 2004: Polizeiruf 110 (epizoda: Mein letzter Wille)
- 2004: Eis im Bauch
- 2004: Die Albertis
- 2005: Místo činu (Tatort (epizoda: Am Abgrund)
- 2005: Commissario Laurenti (epizoda: Die Toten vom Karst)
- 2005: Die Braut von der Tankstelle
- 2006: Tod eines Keilers
- 2006: Speciální tým Kolín (SOKO Köln (epizoda: Tod einer Polizistin))
- 2006: Matthäuspassion
- 2006: Verrückt nach Clara
- 2007: Hranice zoufalství (Die Frau vom Checkpoint Charlie)
- 2007: Die Zürcher Verlobung - Drehbuch zur Liebe
- 2007: Ein Ferienhaus in Schottland
- 2007: Stubbe – Von Fall zu Fall (epizoda: Bittere Wahrheiten)
- 2007: Hájovna Falkenau (Forsthaus Falkenau (epizoda: Gefangen auf Teneriffa))
- 2008: Kommissar Stolberg (epizoda: Eisprinzessin)
- 2008: Ein Ferienhaus in Schottland
- 2009: Flug in die Nacht - Das Unglück von Überlingen
- 2009: Für immer Venedig
- 2009: Flemming (epizoda: Der Tag ohne gestern
- 2009: SOKO 5113 (epizoda: Bis dass der Tod euch scheidet)
- 2010: Plavba snů (Kreuzfahrt ins Glück (epizoda: Hochzeitsreise nach Las Vegas))
- 2010: Starej (Der Alte (epizoda: Ende der Schonzeit))
- 2010: Charly's Comeback
- 2010: Aghet – Ein Völkermord
- 2010: Klarer Fall für Bär
- 2011: Im besten Alter
- 2011: Vater, unser Wille geschehe
- 2011: SOKO Stuttgart (epizoda: Damenwahl)
- 2011: Speciální tým Kolín (SOKO Köln (epizoda: Mord im Veedel))
- 2012: Letzte Runde
- 2012: Poslední polda (Der letzte Bulle (epizoda: Und raus bist du!))
- 2012: Tessa Hennig - Elli gibt den Löffel ab
- 2013: A Most Wanted Man

## Divadlo
- 1974: "ELEKTRA" - divadlo Trevír
- 1974: "JUNO UND DER PFAU" - divadlo Trevír
- 1974: "WEISSES RÖSSEL" - divadlo Trevír - role: Klärchen
- 1974: "FANDO UND LIZ" - divadlo Trevír - role: LIz
- 1975: "HAMLET" - divadlo Darmstadt - role: Ophelia
- 1975: "KRANKHEIT DER JUGEND" - divadlo Darmstadt - role: Lucy
- 1975: "FRAU JENNY TREIBEL" - divadlo Darmstadt - role: Dienstmädchen
- 1976: "SONNTAGSKINDER" - düsseldorfské divadlo Düsseldorfer Schauspielhaus - role: Lona
- 1976: "AUFSTIEG UND FALL DER STADT MAHAGONNY" - Düsseldorfer
- 1976: Schauspielhaus - Rolle: eines der Girls v. Mahagonny
- 1977: "WASSA SCHELESNOWA" - düsseldorfské divadlo Düsseldorfer Schauspielhaus - role: Polja
- 1977: "KABALE UND LIEBE" - düsseldorfské divadlo Düsseldorfer Schauspielhaus - role: Luise
- 1977: "DIE KLEINBÜRGERHOCHZEIT" - düsseldorfské divadlo Düsseldorfer Schauspielhaus - role: Braut
- 1978: "DIE KAMELIENDAME" - düsseldorfské divadlo Düsseldorfer Schauspielhaus - role: Nichette
- 1978: "BERNADA ALBAS HAUS" - düsseldorfské divadlo Düsseldorfer Schauspielhaus - role: Adela
- 1978: "DIE RÄUBER" - düsseldorfské divadlo Düsseldorfer Schauspielhaus - role: Amalia
- 1979: "DIE MÖWE" - düsseldorfské divadlo Düsseldorfer Schauspielhaus - role: Masa
- 1980: "DAS DEKAMERON" - düsseldorfské divadlo Düsseldorfer Schauspielhaus - role: Mädchen
- 1981: "ENDSATION SEHNSUCHT" - divadlo Düsseldorfer Hamburk - role: Stella
- 1981: "NICHT FISCH, NICHT FLEISCH" - divadlo Schaubühne Berlín - role: Helga
- 1984: "DÄMONEN" - divadlo Schauspielhaus Bochum - role: Edda
- 1987: "FRÄULEIN JULIE" - Schauspielhaus Curych
- 1988: "AMPHYTRION" - Schauspielhaus Curych
- 1990: "BESUCHER" - Thalia Theater Hamburk - role: Lena
- 1991: "WAS IHR WOLLT" - Thalia Theater Hamburk - role: Olivia
- 1991: "IM DICKICHT DER STÄDTE" - Thalia Theater Hamburk
- 1992: "KÖNIG LEAR" - Thalia Theater Hamburk - role: dcera Regan
- 1992: "WESELE" - Salzburger Festspiele - role: manželka/Bäuerin
- 1994: "DREIGROSCHENOPER" - Thalia Theater Hamburk
- 1995: "DIE SCHLACHT" - Thalia Theater Hamburk - role: Frau des Fleischers
- 1995: "DER STREIT" - Thalia Theater Hamburk - role: Hermiane
- 1998: "BAAL" - Thalia Theater Hamburk - role: Emilie Maech
- 2002: "ALLES IM GARTEN" - Theater Haus im Park Hamburk - role: Mrs. Tooth
- 2003: "PURGATORY" - Hamburger Kammerspiele - role: Medea
- 2006: Lesung "Geliebter Bastard" - Jahrhunderthalle Bochum - rolen: div. aus Shakespeares Richard III und Macbeth (se Svenem-Ericem Bechtolfem - 03.September 2006)
- 2007: Lesung "Venus und Adonis" - Akademické divadlo Vídeň (Akademietheater Wien (se Svenem-Ericem Bechtolfem - 25.September 2007))
- 2007: Lesung "Venus und Adonis" - Innenhoftheater Göttingen (se Svenem-Ericem Bechtolfem - 07.September 2007)
- 2007: Lesung "Venus und Adonis" - Burgtheater Vídeň - (se Svenem-Ericem Bechtolfem -22.Mai 2007)
- 2007: Lesung "Geliebter Bastard" - Theater Rigiblick Curych - rolen: div. aus Shakespeares Richard III und Macbeth (se Svenem-Ericem Bechtolfem - 28.März 2007)
- 2009: Lesung "Geliebte Eltern" - Deutsches Theater Göttingen (s Renate Schröter -05.September 2009)
- 2009: "Lesung "Geliebte Eltern" - Forum Seebach in Weimar (s Renate Schröter - 02.05.2009) - Kindergeschichten aus sechs Jahrhunderten
- 2009: Lesung "Mord an Bord - Wein-Krimis" - Theaterschiff in Hamburk (s Lisou Martinek - 19.04.2009)
- 2010: Lesung "...aber makaber! - Ungewöhnliche Geschichten" - Mathematikum Gießen (12.06.2010) - aus dem Buch "Küsschen, Küsschen" von Roald Dahl
- 2010: Lesung "Geliebte Eltern" - Theaterschiff Hamburk (s Renate Schröter - 25.04..2010)
- 2010: Lesung "Geliebte Eltern" - Theater Rigiblick Curych (s Renate Schröter - 16.01.2010)

## Audioknihy (výběr)
- 2004: Tausendundeine Nacht – Die drei Äpfel
- 2004: Tausendundeine Nacht – König Kamarassaman und seine Söhne
- 2007: Das Zelt
- 2008: Straße ins Glück